# 미구엘 세바스티안 가르시아
미구엘 세바스티안 가르시아(스페인어: Miguel Sebastián Garcia, 1984년 1월 27일 ~ )는 피투라는 별칭으로 불리는 전 축구 선수이다. 현역 시절 포지션은 미드필더였다.

## 클럽 경력

### 성남 FC
2016년 3월 3일 시즌 개막을 앞두고 있는 K리그 클래식의 성남 FC로 이적하였다. 3월 12일 수원삼성과의 개막전 홈경기에서 주장 김두현과 교체되면서 데뷔한 피투는 이후 꾸준히 출전하면서 주전으로서 입지를 다져갔다. 전북과의 K리그 클래식 6라운드 원정 경기에서 코너킥으로 조재철의 헤딩골을 어시스트하면서 첫 공격 포인트를 올린 피투는 9라운드 울산과의 원정 경기에서 황의조의 패스를 받아 박스 왼쪽에서 왼발로 마무리하면서 데뷔골까지 기록한다. 성남은 이 경기에서 3-0으로 승리한다. 6월 19일 광주와의 홈경기에서는 1-0으로 뒤지던 상황에서 박스 오른쪽에서 시도한 크로스가 그대로 골문으로 빨려들어가면서 리그 2호골을 기록, 1-1 무승부에 기여한다. 성남에서 한 명, 수원에서 두 명의 선수가 퇴장당한 수원 삼성과의 FA컵 준준결승에서는 1-0으로 뒤지던 후반 39분, 코너킥을 그대로 골로 연결시키면서 경기를 연장으로 끌고 갔으나 성남은 수적 우위를 살리지 못한 채 승부차기를 맞아 패했다.